# Neue Zürcher Nachrichten
Die Neuen Zürcher Nachrichten (NZN) waren eine katholische Tageszeitung, die von 1904 bis 1991 in der Stadt Zürich erschien. Die Zeitung stand der 1896 in Zürich gegründeten Christlichsozialen Partei (heutige Christlichdemokratische Volkspartei, CVP) nahe und unterstützte den Aufbau und die Festigung der katholischen Verbände und der christlich-sozialen Parteiarbeit rund um Zürich.

## Geschichte

### Von der Wochenzeitung zur Tageszeitung
Ab 1896 erschienen zweimal wöchentlich die Zürcher Nachrichten. Es war das Sprachrohr der Diaspora-Katholiken im damals noch stark zwinglianisch geprägten Zürich. An einer Versammlung der Katholisch-Konservativen Volkspartei in Luzern wurde festgestellt, dass eine grosse Steigerung des Stimmenanteils in den katholischen Kantonen nicht mehr möglich sei. Um nach Zürich vorzustossen, sollte das kleine katholische Blatt ausgebaut werden in eine erstklassige Tageszeitung inklusive eines Wirtschaftsbunds. Durch Initiative des Druckers Theodat Bucher und des Chefredaktors der Ostschweiz, Georg Baumberger, der nach Zürich wechselte, entstanden so die Neuen Zürcher Nachrichten.

### Aufschwung und Konsolidierung
Im Gegensatz zu vielen kleineren katholischen Zeitungen waren die NZN jedoch immer auch national ausgerichtet. Dies zeigte sich auch darin, dass 1929 rund die Hälfte der Auflage ausserhalb des Kantons Zürich gelesen wurde. Geschätzt wurde der leicht lesbare, süffisante, manchmal leicht polemische Stil. Im Kampf der Zürcher Katholiken um öffentliche Anerkennung waren die NZN deren Sprachrohr. Anlässlich des 50-jährigen Jubiläums der Zeitung inserierte das Warenhaus Globus: «Wir inserieren seit Jahren regelmässig in den 'Neuen Zürcher Nachrichten', weil wir die Kaufkraft der rund 200'000 Katholiken im Kanton Zürich als einen beachtlichen Wirtschaftsfaktor einzuschätzen wissen!» Auf dem Höhepunkt der katholischen Integrationsbemühungen wurde 1963 Urs Bürgi als erster Katholik in den Regierungsrat des Kantons Zürich gewählt, die römisch-katholische Kirche staatsrechtlich anerkannt, und die CSP sandte fünf Nationalräte nach Bern, so viel wie nie zuvor.
Neben dem Vaterland und der Ostschweiz wurden die NZN in den 1960er-Jahren zu einer wichtigen Partnerin der kleinen CVP-Blätter, die unter starken finanziellen Druck und in wirtschaftliche Not geraten waren. Die folgenden katholischen oder CVP-nahen Zeitungen erschienen als Kopfblätter der NZN, insbesondere in den Diaspora-Kantonen: Neue Berner Nachrichten, Basler Volksblatt, Aargauer Volksblatt (Baden), Schwyzer Nachrichten (bis 1975), Hochwacht (Winterthur). Nachdem das Vaterland einige dieser Blätter ebenfalls umworben hatte, wurden ab 1969 Gespräche geführt, um die Kräfte zu bündeln und langfristig eine grosse katholische Zeitung mit Regionalausgaben zu schaffen. Aus Angst um einen zu grossen Autonomieverlust wurde parallel dazu in Geheimverhandlungen eine Inseratekombination «Katholischer Pressering» geschaffen mit dem Basler Volksblatt, dem Aargauer Volksblatt und den Solothurner Nachrichten.

### Langer Leidensweg ab 1972
Die NZN selbst und auch die Unterstützung ihrer kleineren Partnerzeitungen war nur aus den Gewinnen der Druckerei im Zürcher Seefeld finanzierbar. Als in den frühen 1970er-Jahren infolge Überkapazität im Druckereigewerbe dies nicht mehr möglich war, wurden die progressiv-katholischen NZN selbst zum Kopfblatt der eher konservativen Ostschweiz. 1972 verkauften die Familien Börsig und Bucher ihre Aktien der Neuen Zürcher Nachrichten an die Orell Füssli Annoncen. Die Zeitung stand nun ohne Druckerei da. Die Ostschweiz übernahm als Gegenleistung für die Abonnements- und Inserateeinnahmen die Lieferung der Mantelseiten, Herstellung, Versand, das Inkasso und die Buchhaltung. Die Kosten der Redaktion in Zürich wurden von der Kirche getragen. 1980 hingegen beschloss die Zentralkommission (die Exekutive der Kantonalkirche), die Subventionen zu streichen und mit dem Geld das Pfarrblatt etwas auszubauen.

### NZN Presseclub
Verschiedentlich gab es Spendenaktionen, um die Strukturen der Zeitung zu stärken. In den letzten Jahren wurde der Verlag von St. Gallen nach Zürich zurückgeholt und die Redaktion mit Computern ausgerüstet, damit nicht mehr die Manuskripte per Express nach St. Gallen geschickt und dort erneut abgetippt werden mussten. Finanziert wurde dies durch den NZN Presseclub, einen Verein, dessen Mitgliedschaft 1000 Franken kostete. Jährlich 150'000 Franken wurden so in den Aufbau der Strukturen investiert.

### Ende
Durch die Anerkennung der katholischen Kirche und die Integration der Katholiken im öffentlichen Leben waren Zusammenhalt und Kampf nicht mehr im gleichen Ausmasse nötig wie zuvor. Gleichzeitig setzte um 1968 ein gesellschaftlicher Wandel ein, der sowohl den Kirchen wie auch der Gesinnungspresse schwer zusetzte. Während die innerkatholischen Bindungskräfte schwächer wurden, gelang es aus finanziellen Gründen nicht, das Produkt so auszubauen, dass es auch ausserhalb des eigenen Milieus überzeugte. In der Auseinandersetzung um das Bistum Chur geriet die Zeitung zwischen die Fronten und verlor viele Abonnenten. Nachdem die Auflage von 12'000 (1985) auf 5000 (1991) gesunken war, war die finanzielle Basis zu schmal, und die Zeitung wurde Ende April eingestellt.
Der 1946 gegründete NZN Buchverlag publizierte Artikel- und Essaysammlungen der Tageszeitung und entwickelte sich rasch zu einem international renommierten Kunstbuchverlag. Er wechselte 1972 in die Hände der Römisch-katholischen Landeskirche des Kantons Zürich, welche ihn 2005 als katholische Linie des evangelischen Theologischen Verlages Zürich der reformierten Schwesterkirche abtrat.

## Redaktoren

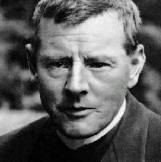
Schriftsteller Heinrich Federer war 1899 bis 1902 Redaktor der Neuen Zürcher Nachrichten.

Einer der renommiertesten katholischen Publizisten, Carl Doka (1896–1980), war 1946–1952 Redaktor bei den Neuen Zürcher Nachrichten, nachdem er vorher seit 1932 die Redaktion der Ostschweiz geleitet hatte. Bei der Gründung der Tageszeitung hatte Georg Baumberger die Leitung übernommen. Von Ende 1899 bis 1902 war der Schriftsteller Heinrich Federer Chefredaktor, ehe erneut Georg Baumberger dieses Amt übernahm. In den 1920er- und 1930er-Jahren stand der spätere CSP-Stadtrat Emil Buomberger der Redaktion vor. Sein Nachfolger wurde Hermann Odermatt, der die Chefredaktion von 1933 bis 1962 versah.

## Beilagen
Die Neuen Zürcher Nachrichten erschienen sieben Mal pro Woche: am Montag mit einem zusätzlichen Morgenblatt. Später ging man zur sechsmaligen Erscheinungsweise über. Neben einem vom Verlag redigierten Handelsteil (Wirtschaftsbund) gab es eine Reihe von wöchentlich erscheinenden Beilagen: Katholische Kultur, Wissenschaft und Technik, Literarische Warte, Die Welt der Frau, Die Scholle und Der Erzähler, als Sonntagsbeilage. Aus der Katholischen Kultur wurde später Christ und Kultur und Religion aktuell, nach Auflösung der NZN-Zentralredaktion vom Vaterland redaktionell betreut, die in allen katholischen Zeitungen der Schweiz erschienen.